# Natação no Campeonato Mundial de Esportes Aquáticos de 2024 - 1500 m livre masculino

A prova dos 1500 metros livre masculino da natação no Campeonato Mundial de Esportes Aquáticos de 2024 foi realizada nos dias 17 e 18 de fevereiro de 2024 em Doha, no Catar.

## Formato da competição
A competição consiste em duas rodadas: eliminatórias e final. Os nadadores com os 8 melhores tempos nas baterias preliminares avançam a final. Desempates (swim-offs) são utilizados conforme necessário para quebrar os empates de avanço a próxima rodada.

## Cronograma
Todos os horários estão na hora local (UTC+3).
| Data            | Hora  | Evento        |
| --------------- | ----- | ------------- |
| 17 de fevereiro | 10:37 | Eliminatórias |
| 18 de fevereiro | 19:16 | Final         |

## Recordes
Antes desta competição, os recordes mundiais e do campeonato nesta prova eram os seguintes:
| Tipo                  | Atleta         | Tempo      | Local   | Data                |
| --------------------- | -------------- | ---------- | ------- | ------------------- |
|                       | Sun Yang       | 14m 31s 02 | Londres | 4 de agosto de 2012 |
| Recorde do campeonato | Ahmed Hafnaoui | 14m 31s 54 | Fukuoka | 30 de julho de 2023 |

## Medalhistas
| Ouro                    | Prata                        | Bronze               |
| Daniel Wiffen · Irlanda | Florian Wellbrock · Alemanha | David Aubry · França |

## Resultados

### Eliminatórias
Esses foram os resultados das eliminatórias. A prova foi realizada no dia 17 de fevereiro com início às 10:37.
| Pos. | Bateria | Raia | Nadador                     | Nacionalidade      | Tempo    | Notas |
| ---- | ------- | ---- | --------------------------- | ------------------ | -------- | ----- |
| 1    | 3       | 4    | Florian Wellbrock           | Alemanha           | 14:48.43 | Q     |
| 2    | 3       | 2    | David Aubry                 | França             | 14:49.01 | Q     |
| 3    | 3       | 8    | Dávid Betlehem              | Hungria            | 14:51.48 | Q     |
| 4    | 3       | 5    | Mykhailo Romanchuk          | Ucrânia            | 14:51.83 | Q     |
| 5    | 3       | 3    | Sven Schwarz                | Alemanha           | 14:53.08 | Q     |
| 6    | 4       | 5    | Daniel Wiffen               | Irlanda            | 14:54.29 | Q     |
| 7    | 3       | 1    | Fei Liwei                   | China              | 14:54.36 | Q     |
| 8    | 4       | 2    | Kuzey Tuncelli              | Turquia            | 14:54.98 | Q     |
| 9    | 4       | 3    | Gregorio Paltrinieri        | Itália             | 14:55.19 |       |
| 10   | 4       | 6    | Charlie Clark               | Estados Unidos     | 14:57.44 |       |
| 11   | 2       | 6    | Victor Johansson            | Suécia             | 14:58.73 |       |
| 12   | 3       | 6    | Kristóf Rasovszky           | Hungria            | 14:59.44 |       |
| 13   | 4       | 7    | Luca De Tullio              | Itália             | 15:00.22 |       |
| 14   | 2       | 4    | Shogo Takeda                | Japão              | 15:04.50 |       |
| 15   | 4       | 9    | Krzysztof Chmielewski       | Polónia            | 15:04.93 |       |
| 16   | 3       | 7    | Damien Joly                 | França             | 15:05.76 |       |
| 17   | 4       | 4    | Ahmed Hafnaoui              | Tunísia            | 15:09.02 |       |
| 18   | 4       | 8    | Henrik Christiansen         | Noruega            | 15:12.25 |       |
| 19   | 4       | 1    | Carlos Garach Benito        | Espanha            | 15:16.00 |       |
| 20   | 4       | 0    | Vlad Stancu                 | Roménia            | 15:20.50 |       |
| 21   | 3       | 9    | Zhang Zhanshuo              | China              | 15:20.69 |       |
| 22   | 2       | 3    | Nguyễn Huy Hoàng            | Vietname           | 15:22.86 |       |
| 23   | 2       | 5    | Ahmed Akaram                | Egito              | 15:28.54 |       |
| 24   | 3       | 0    | Emir Batur Albayrak         | Turquia            | 15:29.69 |       |
| 25   | 2       | 7    | Khiew Hoe Yean              | Malásia            | 15:31.23 |       |
| 26   | 2       | 1    | Dylan Porges                | México             | 15:32.79 |       |
| 27   | 2       | 0    | Diego Dulieu                | Honduras           | 15:36.02 |       |
| 28   | 2       | 8    | Ratthawit Thammananthachote | Tailândia          | 15:38.84 |       |
| 29   | 1       | 3    | Nikola Gjuretanovikj        | Macedônia do Norte | 16:04.07 |       |
| 30   | 1       | 4    | Rodolfo Falcón Jr.          | Cuba               | 16:11.17 |       |
| 31   | 1       | 5    | Ilias El Fallaki            | Marrocos           | 16:19.73 |       |
| —    | 2       | 2    | Guilherme Costa             | Brasil             | DNS      | DNS   |

### Final
A final foi realizada em 18 de fevereiro às 19:16.
| Pos.              | Raia | Nadador            | Nacionalidade | Tempo    | Notas            |
| ----------------- | ---- | ------------------ | ------------- | -------- | ---------------- |
| Medalha de ouro   | 7    | Daniel Wiffen      | Irlanda       | 14:34.07 | Recorde nacional |
| Medalha de prata  | 4    | Florian Wellbrock  | Alemanha      | 14:44.61 |                  |
| Medalha de bronze | 5    | David Aubry        | França        | 14:44.85 |                  |
| 4                 | 3    | Dávid Betlehem     | Hungria       | 14:46.44 |                  |
| 5                 | 6    | Mykhailo Romanchuk | Ucrânia       | 14:47.54 |                  |
| 6                 | 2    | Sven Schwarz       | Alemanha      | 14:47.89 |                  |
| 7                 | 1    | Fei Liwei          | China         | 14:50.51 |                  |
| 8                 | 8    | Kuzey Tuncelli     | Turquia       | 14:59.76 |                  |

Legenda
| Recorde mundial       | Recorde mundial (World record)               |                       | Recorde africano                      | Recorde africano (African) |                                           | Q | Classificado por posição (Qualified) |
| Recorde do campeonato | Recorde do campeonato (Championship record)  | Recorde da América    | Recorde da América (Americas)         | q                          | Classificado por melhor tempo (Qualified) |   |                                      |
| Melhor marca do ano   | Melhor marca do ano (World leading)          | Recorde asiático      | Recorde asiático (Asian)              | DNS                        | Não largou (Did not start)                |   |                                      |
| Recorde nacional      | Recorde nacional (National record)           | Recorde europeu       | Recorde europeu (European)            | DNF                        | Não terminou (Did not finish)             |   |                                      |
| Recorde pessoal       | Recorde pessoal do atleta (Personal best)    | Recorde da Oceania    | Recorde da Oceania (Oceania)          | DSQ / DQ                   | Desclassificado (Disqualified)            |   |                                      |
| Recorde da temporada  | Recorde da temporada do atleta (Season best) | Recorde sul-americano | Recorde sul-americano (South America) | NM                         | Sem marca (No mark)                       |   |                                      |